# Rattus tawitawiensis
Rattus tawitawiensis är en däggdjursart som beskrevs av Guy G. Musser och Heaney 1985. Rattus tawitawiensis ingår i släktet råttor och familjen råttdjur. IUCN kategoriserar arten globalt som otillräckligt studerad. Inga underarter finns listade i Catalogue of Life.
En av individerna hade en absolut längd av 388 mm, inklusive en 180 mm lång svans samt 42 mm långa bakfötter. Ovansidan är täckt av kort och mjuk mörkbrun päls med några ljusare hår inblandade. På undersidan är pälsen mörkgrå. Rattus tawitawiensis har mörkbruna hår på fötternas ovansida. På honans undersida förekommer fyra par spenar.
Denna råtta förekommer endemisk på ön Tawitawi som ligger nordöst om Borneo och som tillhör Filippinerna. Arten är bara känd från tre individer som hittades 1971.
Djuret går antagligen främst på marken.